# Honda CB 900F
La Honda CB 900F (o CB900F) è una motocicletta prodotta dalla casa motociclistica giapponese Honda dal 1979 al 1983.

## Contesto ed evoluzione delle CB Four
Alla fine degli anni settanta la Honda, anche perché incalzata dalla concorrenza che ha messo sul mercato moto pluricilindriche di prestazioni e cubature superiori a quelle che il vecchio monoalbero poteva garantire, introduce sul mercato le nuove CB con motori 750, 900 e 1100 cm³, a doppio asse a camme in testa, 16 valvole. Si tratta di moto più robuste e dall'estetica indovinata, e con esse finisce l'era della serie monoalbero dove aveva dominato la CB 750 Four,

## CB 900F Bol D'Or

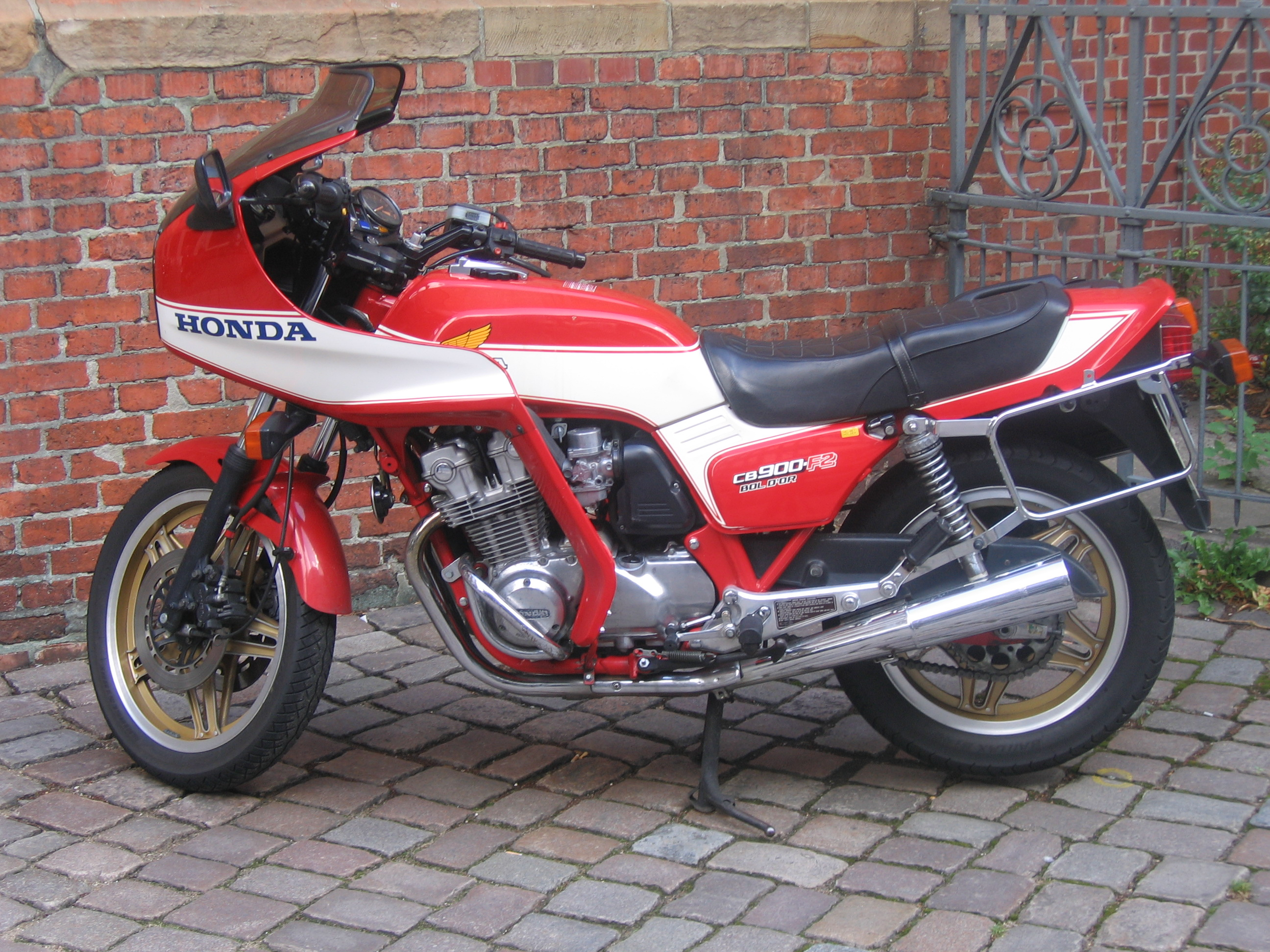
La CB 900 F2 Bol d'Or

Viene presentata agli inizi del 1979 la CB900 F-B che riporta orgogliosamente sulle fiancatine la scritta Bol d'Or a ricordare la nobile discendenza dal modello da competizione.
L'incremento di cilindrata è ottenuto dal 750 cm³ passando alle misure di alesaggio e corsa di 64,5x69 mm per complessivi 901,8 cm³. Il blocco risulta così più stretto del CBX di 14 cm, si è infatti preferita una corsa lunga per contenere gli ingombri trasversali ma utilizzando allo stesso tempo l'alesaggio di 64,5 mm del CBX 1000 6 cilindri e quindi facendo tesoro dell'esperienza sulla fluidodinamica fatte per quel modello.
La CB900 F ha un'indole più sportiva della 750 K, lo stile è più moderno e le linee sono ancora oggi piacevoli. Inizialmente i colori proposti furono il rosso, il grigio metallizzato ed il blu elettrico. La posizione in sella è adatta a piloti mediamente più alti ma non è assolutamente faticosa. I comandi e la componentistica derivano dal CBX e quindi di qualità elevata.
Come riscontrato anche dai tester nelle prove dell'epoca, è subito evidente nella 900F una risposta brusca all'apertura dell'acceleratore, dopo le staccate e da fermo. Come comfort si riscontra un miglioramento delle vibrazioni che si avvertano solo tra i 3000 e i 4000 rpm su sella e pedane. Il telaio si dimostra abbastanza rigido e, regolati al meglio gli ammortizzatori (settabili nel precarico molla e freno idraulico in estensione e compressione) le oscillazioni ad alte velocità si riducono al minimo. Rispetto alla 750 l'avancorsa diminuisce a 115 mm e l'interasse aumenta di 5 mm, mentre rimane invariata l'inclinazione del canotto di sterzo (27'30'). Il peso scende a 232 kg a vantaggio della guidabilità, mentre le gomme mantengono la stessa misura 3.25"-19 all'anteriore e 4.00"-18 al posteriore. L'impianto frenante è uguale a quello del CBX1000 con dischi da 276 mm mentre al posteriore si riadatta il disco, in questo caso da 295 mm e spessore da 7 mm.

## Le varie modifiche
Sulle onde dell'entusiasmo per l'ottima riuscita della nuova gamma a 4 cilindri di grossa cubatura, la Honda continua in questo senso e:
- Nel febbraio del 1980 la versione F-A della 900 riceve una forcella più solida da 37 mm contro quella da 35 mm che continua ad equipaggiare la 750.
- Nel 1981 la versione F-B della 900 dispone di pinze a doppi pistoncini, diversi dischi freno e un rubinetto del carburante a depressione (soluzione adottata anche sulla 750 F-B)
- Nel marzo 1981 alla CB900F-B si affianca la versione F2-B che differisce per l'ampia carenatura dotata di voltmetro ed orologio
- All'inizio del 1982 anche la CB750 viene proposta in versione F2 carenata, guadagnando le nuove pinze a doppio pistoncino e la nuova strumentazione.
- All'inizio del 1982 migliorata anche la 900 con le versioni F-C e F2-C che dispongono dei nuovi cerchi Comstar "Boomerang" con diverso sistema di fissaggio delle razze, con anteriore da 18" e con una più "moderna" gommatura da 100/90-18 davanti e 130/80-18 sul posteriore. Importante anche la nuova forcella da 39 mm con ponticello di irrigidimento, dispositivo TRAC ANTI-DIVE e ammortizzatori con serbatoio separato.
- Nel 1983 la 750 F-D riceve le stesse migliorie della 750 F2-C, mentre la 900 con la versione F-D e F2-D riceve solo piccole variazioni estetiche relative in particolare alle grafiche proposte ma con forcelle da 39 mm.
- Il 1983 segna anche l'arresto dello sviluppo delle CB-F, anche perché ora la Honda si prepara a lanciare sul mercato la nuova serie VF a 4 cilindri raffreddati a liquido ma è anche l'anno del lancio della nuova CB1100F Super Bol d'Or; il motore conserva la corsa del vecchio 900 (69 mm) ma l'alesaggio cresce fino a 70 mm per una cilindrata totale di 1062 cm³. Sul banco eroga 94CV alla ruota a 8000 rpm e 400 m "bruciati" in 11,48s.